# Sistemas de apareamiento
Un sistema de apareamiento es la forma en la que un grupo está estructurado en relación con el comportamiento sexual. El significado preciso depende del contexto. En lo que respecta a los animales superiores,  el sistema de apareamiento especifica que machos se aparean con qué hembras, bajo que circunstancias; los sistemas de apareamiento animal reconocidos incluyen monogamia, poligamia (la que incluye  poliginia, poliandria, y poliginandria) y la promiscuidad. En plantas, se refiere al grado y circunstancias de cruzamiento. En la sociobiología humana, los términos se han extendido para abarcar la formación de relaciones, tales como el matrimonio.

## En plantas
Los sistemas de apareamiento en plantas son cruzamiento (fertilización cruzada), autogamia (autofertilización) y apomixis (reproducción asexual sin fertilización, pero solo cuando surge por modificación de la función sexual). Sin embargo, sistemas de apareamiento, en los cuales las plantas usan dos o aún todos los otros tres sistemas, no son casos fuera de lo común.
Hay una serie de modelos que han sido utilizados para estimar los parámetros de los sistemas de apareamiento de las plantas. El modelo básico es el modelo de apareamiento mixto, que se basa en la suposición de que cada fertilización es o bien la autofecundación o fertilización cruzada completamente al azar. Los modelos más complejos relajar este supuesto,. Por ejemplo, el modelo de autofecundación efectiva reconoce que el apareamiento puede ser más común entre los pares de plantas estrechamente relacionadas que entre pares de plantas alejadas.

## En animales
Los siguientes son algunos de los sistemas de apareamiento reconocidos en animales:
- Monogamia: un macho y una hembra tienen una relación de apareamiento exclusiva. La palabra "pareja" a menudo implica esto.
- Poligamia: Hay tres tipos reconocidos:
  - Poliginia (es el sistema de apareamiento más común en vertebrados): Un macho tiene una relación exclusiva con dos o más hembras.
  - Poliandria: Una hembra tiene una relación exclusiva con dos o más machos.
  - Poliginandria:es una variante de las anteriores, donde dos o más machos tienen una relación exclusiva con dos o más hembras; el número de machos y hembras no tiene que ser igual, y en las especies de vertebrados estudiadas hasta aquí, el número de machos es generalmente menor.
- Promiscuidad: un miembro de un sexo dentro de un grupo social se aparea con cualquier miembro del sexo opuesto. También puede haber coito entre miembros del mismo sexo, como por ejemplo en los bonos, donde las relaciones homosexuales son bastante comunes.

Estas relaciones de apareamiento pueden estar o no asociadas con relaciones sociales, en las cuales los socios sexuales permanecen juntos para llegar a ser socios de crianza.  Como el término alternativo pareja implica, esto es usual en la monogamia. En muchos sistemas poliándricos, los machos y la hembra permanecen juntos para criar a los jóvenes. En los sistemas polígamos en que el número de hembras apareadas con cada macho es baja, el macho a menudo se quedará con la hembra para ayudar a criar a los jóvenes, mientras que las otras hembras crían a sus crías por su cuenta. En poliginandria, cada uno de los machos puede ayudar a una hembra, y si todos los adultos ayudar a todos los jóvenes, el sistema suele llamarse comuna de crianza. En sistemas muy polígamos, y en los sistemas promiscuos, el cuidado paternal de los jóvenes es raro, o puede no haber cuidado parental en absoluto.
Es importante darse cuenta de que estas descripciones son ideales, y que las asociaciones sociales suelen ser más fáciles de observar que las relaciones de apareamiento. En particular:
- las relaciones son raramente exclusiva para todos los individuos de una especie. Estudios de fingerprinting han demostrado que incluso en apareamientos de parejas, los apareamientos fuera de la pareja (cópulas fuera de la pareja) se producen con una frecuencia razonable, y una minoría significativa de la descendencia resulta de ellas.
- algunas especies muestran diferentes sistemas de acoplamiento en diferentes circunstancias, por ejemplo en diferentes partes de su área geográfica, o en diferentes condiciones de disponibilidad de alimentos
- mezclas de los sencillos sistemas descriptos anteriormente también pueden ocurrir.

### En humanos
Comparado a otros vertebrados, donde una especie tiene usualmente un solo sistema de apareamiento, los humanos muestran gran variedad. Los humanos también difieren al tener matrimonio formal, el que en muchas culturas involucra negociaciones y arreglos entre parientes mayores. Con respecto al  dimorfismo sexual (véase la sección sobre animales arriba) los humanos caen el grupo intermedio con diferencias sexuales moderadas en tamaño corporal pero testículos relativamente grandes. Esto indica relativamente frecuente competición de esperma lo cual es apoyado por reportes de paternidad extraconyugal de 2-22% en sociedades humanas monógamas y polígamas. Se estima que el 83% de las sociedades humanas son poligínicas, 0,05% son poliándricas, y el resto son monógamas. Incluso el último grupo puede ser, al menos, en parte genéticamente poligínico.
La poliginia está asociada con una mayor participación de la subsistencia por las mujeres. Esto es consistente con la teoría de que si las mujeres crían solas a los niños, los hombres pueden concentrarse en el esfuerzo de apareamiento. La poliginia también se asocia con una mayor variabilidad del medio ambiente en la forma de la variabilidad de las precipitación.
Esto puede aumentar las diferencias en los recursos disponibles para los hombres. Una importante asociación es que la poliginia se asocia con una mayor carga de patógenos en un área que puede hacer tener buenos genes en un varón cada vez más importante. Una alta carga de patógenos también disminuye la importancia relativa de poliginia, que puede ser debido a que cada vez es más importante tener variabilidad genética en la descendencia. (Véase Complejo mayor de histocompatibilidad y selección sexual).
Virtualmente todos los términos usados para describir los sistemas de apareamiento de animales fueron adoptados de la antropología social, donde se habían ideado para describir los sistemas de matrimonio. Esto demuestra que la conducta sexual humana es extraordinariamente flexible, ya que en la mayoría de las especies animales, un sistema de apareamiento domina. Si bien existen analogías entre los sistemas de apareamiento de animales y las instituciones humanas matrimonio, estas analogías no debe llevarse demasiado lejos, porque en las sociedades humanas, los matrimonios suelen tener que ser reconocidos por todo el grupo social de alguna manera, y no hay un proceso equivalente en las sociedades animales. La tentación de sacar conclusiones acerca de lo que es natural para el comportamiento sexual humano de la observación de los sistemas de apareamiento de animales debe ser resistido: un socio-biólogo observando los tipos de comportamiento mostrados por los humanos en cualquier otra especie llegaría a la conclusión de que todos los sistemas de apareamiento conocidos eran naturales para esa especie, dependiendo de las circunstancias o en las diferencias individuales.
Como la cultura cada vez más afecta a las decisiones humanas de apareamiento, se hace correspondientemente difícil determinar lo que es sistema de apareamiento natural del animal humano desde una perspectiva zoológica. Pero podemos tomar algunas claves de nuestra propia anatomía, que están, esencialmente, sin cambios desde nuestro pasado prehistórico:
- los humanos tienen un gran tamaño relativo de los testículos con respecto a la masa del cuerpo en comparación a los primates;
- humanos tienen un gran volumen de eyaculación y cantidad de esperma en comparación a los de otros primates;
- cuando se compara a la mayoría de los primates, los humanos pasan más tiempo en copulación;
- cuando se compara a la mayoría de los primates, los humanos copulan mayor frecuencia;
- los signos externos de celo en la mujer (es decir, mayor temperatura corporal, hinchazón de las mamas, los necesidades de azúcar, etc), a menudo se perciben como menos evidentes en comparación con los signos externos de la ovulación en la mayoría de los otros mamíferos
- para la mayoría de los mamíferos, el ciclo estral y sus signos externos dan lugar a la actividad de apareamiento, la mayoría de los apareamientos de mujeres iniciadas en humanos coincide con su celo, pero los seres humanos si copulan durante todo el ciclo reproductivo;
- después de la eyaculación/orgasmo en machos y hembras, los humanos liberan una hormona que tiene un efecto sedante, sin embargo las hembras humanas pueden permanecer sexualmente receptiva y puede permanecer en la fase de meseta del orgasmo si su orgasmo no se ha completado.

Estos factores anatómicos se combinan para sugerir que, desde un punto de vista zoológico, el animal humano tiene una estrategia de reproducción basándose al menos en algún grado de la competencia de esperma. Según esta teoría, las mujeres aumentan su éxito reproductivo genético haciendo cada huevo en un concurso, y los machos mejoran su éxito al participar en tantos recursos como sea posible. Si bien esta estrategia es propicia para la competencia cooperativa y las uniones solidarias de la existencia tribal, las nuevas opciones de comportamiento más complejos aparentemente reemplazan nuestra fisiología en las culturas complejas.